# 塔里敦 (喬治亞州)
塔里敦（英語：Tarrytown）是一個位於美國喬治亞州蒙哥馬利縣的城鎮。

## 地理
塔里敦的座標為32°19′09″N 82°33′34″W / 32.31917°N 82.55944°W，而該地的平均海拔高度為93米（即305英尺）。

## 人口
根據2010年美國人口普查的數據，塔里敦的面積為2.20平方千米，當中陸地面積為2.20平方千米，而水域面積為0.00平方千米。當地共有人口87人，而人口密度為每平方千米40人。